# IBM Magnetic Tape/Selectric Typewriter
IBM MT/ST （磁気テープを用いて 記録する Selectric タイプライター、およびヨーロッパで知られているMT72）モデルである。 IBM Selectricタイプライターが組み込まれた、独自のデスクトップ型に一体化され、造られる 磁気テープ は、記録、再生自動スタート、WORD制御、文字制御および停止が連携した機構として装備され、１エンクロージャに取り付けられた。 
これらは、IBM によって1964年にリリースされた。1/2インチ磁気テープに入力されたテキスト・タイプ全てを記録する磁気テープを装備している。
テープカセットあたりに再生中に編集と改訂を処理でき、 約25 キロバイト を保管する事が出来た ワープロとして販売された初期システムであった。
代表的なモデルには、二つテープドライブがあり、改訂を大幅に容易とする、アドオンモジュールとして、差し込み印刷機能を有効にできた。
その方式として、第1テープ・ステーションと第２テープ・ステーションからの再生を併合し、組み合わせて出力を記録するための第三テープ・ステーションにを記録する。
MT/STで自動化される ワードラップ、自動的なハイフネーション(ソフトハイフン） ページは、再生中に人間オペレータによって分断され、番号を付けなければならない。
取扱説明書には、再生中、機械音を聞く事で、その重要性をオペレータに伝える。
バックスペースキーはテープ・データ内でにバックアップされ、完全な文字入力を記録出来るようにされていた。例えば、「á」のようなオプショナルな文字をバックスペースコードを記録する事で再現される。
訂正としての機能は別に用意された。この場合、データがスキップされ最終的な訂正ワードとなって記録される。
挿入機能は行内における部限改定をサポートする。テープ装置（MT/ST）の動作は、データ書式テープ ステーション１から別テープステーション２にコピーして文字間に挿入する事が可能である。
その為、 "スイッチコード"を他のステーションから、テープドライブ切り替えに再生指示を示す。
この複雑な方法は、テープ上のポイントをマークにジャンプさせることによって実現された。
IBMより1969年提供された、MC/ST「 Magnetic Card Selectric Typewriter (“Mag Card”)」での動作を見るとAUTO/WORD/CHAR・STOPREPLACEは、ワードか文字単位で進め、SKIPtキーによって訂正が実施される。
MT/STを電子型ではなく、電気、機械式リレー機構を介して、その機能を実装してある。
1967 年、IBM はジム・ヘンソンを雇って、MT/ST に関する短編映画の制作と監督を依頼した「急増する紙面作業」と呼ばれた、この映画はレイモンド・スコットにより評価された。 
ワープロ 史上初に書かれた最初の小説 レン-デイトン 1970年、「第二次世界大戦歴史」爆撃的小説、 「 空軍爆撃機司令部・ドイツ襲撃」は、MT/STにおいて、書かれていた。
MT/STは、ニューヨーク市立大学大学院センターの「RILM Abstracts学術出版物」の「初期問題」のため、「データ入力装置」として活用された。 MT/STで作成されたカートリッジをIBM2495テープカートリッジリーダーにより、IBM/360メインフレームで読み込み、印刷する前の追加処理がなされた。
MT/STは1970年代に保守は廃止されている。 継承されるのは「フロッピーディスク ベース」システムにである。 IBMは1983年に保守を中止した。

## MT/SC
1967年には磁気テープ／セレクションコンポーザ（MT/SC）が登場した。 MT/STで録音および編集したテープを再生する出力装置であった。
物理的にMT/STに似ていたが、テープユニットにはテープリーダーが1つしかなかった。
代わりにSelectricタイプライターの、机上に内蔵された IBM Composerであった。相変わらず自動化されていない装置であり、３種類の文字幅（１インチあたり10文字、12文字、および15文字）が用いらた、語間の間隔に分けられた。Selectric typewriter のものと同様だが、交換可能出来ないタイプボールを使用したため、BOLD太字、 Italic:イタリック体 (Italic:太字斜体では無い）、および様々な セリフ と サンセリフ などの書体 ボドニ、 ユニバース、 タイムスローマン が挙げられる。 これは標準化された写植出力データを生成できたが、手動版であり、正確な単語間スペースサイズで計算するためには、精密に繰り返し２回打鍵を文字毎に各行を実行する様に、タイプを挿入する必要があった。
MT/SCはコンポーザを自動化し、Selectricタイプライターのほぼ同速度で印刷し、ワード間スペースを自動化した、出力を最適化した。 MT/STとMT/SCの組み合わせ（二つのマシン）では、中小の出版社の予算内で、初めて、画面コピーの様に迅速な生産工程が出力された。 しかし、書体が変更されたり、斜体が使用されたりするたびにコンポーザを二度停止する必要がある。（一度変更して再度変更する必要がある）
変更する要素の選択をどのタイプボールが適用されるか？は、オペレータに与えられるべき、「手動により交換する」という事の「使用情報」が必要であったが、「データストリームにエンコード」は、無かった。 例えば、タイプセッターのように処理する場合。オペレータは、「タイトルが斜体」であることを知るための「処理トークン」が必要とされた。

## 補足参照
- IBM Electromaticテーブル印刷機
- IBM磁気テープ-セレクト-コンポーザー
- IBM磁気カード- タイピストが打ち込むデータとして全てをカードに記録し、訂正が必要な個所をスキップボタンによって訂正・コレクトし、NOPノーオペレーションに置き換えている。こうして次に訂正したワードを入力・更新し、最終的に置き換えたデータでカードが完成されている運用が見られる。 　この運用方法は動画を見ればわかるように、「差し込み印刷」という、ストップコードによって停止した個所から、「顧客名磁気カード」に差し替えて追加の印字処理を実行していることから解る。翻訳元にある３台のステーションを用いた併合処理による「差し込み印刷」の説明は、「追加アドインステーションの運用」として解説しているが、こちらの解説動画がMT/SCにおいても、MC/SCと同じ運用を考慮した運用における機能を詳しく表す。次を参照されたい。  「IBM Mag Card Selectric Typewriter 1969 : MC/ST Electronic Word Processing, Magnetic Storage」7：27～